# Groenland (Schiff)
Die Groenland war ein Auxiliarsegler der Deutschen Polar-Schiffahrts-Gesellschaft.
Die Bark mit Hilfsmaschine wurde 1871/72 unter dem Namen Freddy auf der Wencke-Werft in Geestemünde  erbaut und gleich danach unter dem neuen Namen Groenland in die Deutsche Polar-Schifffahrts-Gesellschaft aufgenommen.
Sie sollte zunächst für den Wal- und Robbenfang verwendet werden. In der offiziellen deutschen Schiffsliste ist sie mit dem Unterscheidungssignal KMCG, Heimathafen Hamburg als Schraubendampfer mit einer Tragfähigkeit von zirka 400 t und einer Maschinenleistung von 95 effektiven Pferdekräften eingetragen.
Die Groenland ist zudem ein Schwesterschiff der ein Jahr später gebauten Vega (ex Jan Mayen), mit welcher der schwedische Polarforscher Adolf Erik Nordenskiöld die erstmalige Befahrung der Nordostpassage durchführte.

## Reisen
Die Groenland fuhr Ende Januar 1873 unter dem norwegischen Kapitän Jacob Melsom nach Spitzbergen, um 17 norwegische Robbenjäger zu retten, die unfreiwillig im Svenskhuset am Kap Thordsen überwintern mussten. Das Schiff konnte aber nicht in den vereisten Isfjorden einfahren und musste am 7. März am Alkhornet umdrehen. Unter dem Kommando des späteren Polarforschers Eduard Dallmann wurden mit der Groenland während einer wenig ergiebigen Fangreise 1874 unter anderem die Bismarck-Straße, der Neumayer-Kanal und die Kaiser-Wilhelm-Insel entdeckt. Dallmann benannte das Kap Grönland nach dem Schiff. Zwischen 1875 und 1893 wurde die Groenland (ab 1876 unter englischen Eignern als Falcon) zum Robbenfang an der Ostküste Grönlands und zum Walfang in der Davisstraße eingesetzt. Ab 1893 diente die Falcon dem Polarforscher Robert Edwin Peary  als Expeditionsschiff.
1894 sank die Falcon vor Philadelphia mit einer Ladung Kohlen.